# Нижне-Чемская
Нижне-Чемская (Нижние Чёмы) — деревня, располагавшаяся на западном берегу Оби, на территории современного новосибирского микрорайона ОбьГЭС.
За время своего существования деревня входила в состав таких административных единиц, как Томская губерния, Новониколаевская губерния, Сибирский край и Западно-Сибирский край. 

## История

### XVIII век
В 1734 году деревня носила название «Чомская Большая» и располагалась «на зап. берегу Оби, в полутора верстах ниже устья р. Чомы».
В источниках 1740-х годов поселение называется уже Нижне-Чемской.
В 1777 году в деревне жили Подкутины, Половниковы, Шешминцевы, Бердышевы, Шатровы, Зыряновы.

### XIX век
К 1823 году потомки всех старожилов, кроме Подкутиных, продолжали жить в Нижне-Чемской. Половниковых стало больше на 7 семей, Зыряновых — на 4. В деревне появились семьи новосёлов: Прибыльцовы (2), Пайвины (2), Тюменцевы (2). Быковы, Банниковы, Казанцевы, Киселёвы, Мухины и Ощепковы имели по одной семье. Всего в деревне насчитывалось 28 семей (67 ревизских душ муж. пола). Нижне-Чемская насчитывала 150 десятин пашни, в ней было 209 лошадей и 157 голов рогатого скота.
Должность сельского старшины в 1823 году выполнял Тимофей Половников, его выбрали общества Нижне-Чемской и Верхне-Чемской деревень. «Добросовестными» окладчиками были Афанасий Прибыльцов и Иван Матвеев Половников.
В 1820-е годы жители деревни отличались зажиточностью. 40% населения составляли высшие группы (11 семей), 21% был представлен середняцкими группами. В числе состоятельных был род Половниковых: Иван и Сергей Матвеевы; Егор Васильев и его дети — Егор и Тимофей; Семён и Гаврило Васильевы.
К 1842 году фамильный состав деревенского населения не изменился, Нижне-Чемская насчитывала уже 32 семьи (83 ревизских душ муж. пола). На том же уровне сохранилось животноводство, но процент крупного рогатого скота увеличился. Площадь пашни составила 50 десятин. Средняя семья владела 5 коровами, 5 лошадьми и 6,3 десятинами пашни. Уменьшилось число состоятельных хозяйств (26%), четверть дворов принадлежало середнякам, 50% — малоимущим. В числе богатых по-прежнему были Половниковы: Тимофей (15 десятин пашни, 25 голов скота), два брата — Сергеевичи — Алексей (25 дес. пашни и 15 гол. скота) и Егор (16 дес. пашни и 8 гол. скота). Павел Матвеев Шатров владел 15 дес. пашни, 18 лошадьми и 8 коровами. На каждую семью приходился 1 работник муж. пола.
На должности старшины Нижне-Чемской и Верхне-Чемской в 1842 году также был представитель рода Половниковых — Василий Иванов (к 41 году жизни у него была большая семья (не менее 8—10 чел.), на трёх работников приходилось 15 коров, 7 лошадей, 10 овец, 15 дес. пашни). Кондратий Быков и Данило Мухин «под присягою и по справедливости» раскладывали налоги.
В 1858 году число дворов достигло 43, численность населения — 252 человека обоего пола (из них — 116 муж. пола).
В 1893 году насчитывалось 84 двора (76 крестьянских, 8 некрестьянских), проживали 167 мужчин и 163 женщины, имелось 1 питейное заведение.

### XX век
К 1911 году в Нижне-Чемской жило 624 человека (311 — мужчин и 313 — женщин), количество дворов достигло 143, в деревне были три торговые лавки, хлебозапасный магазин и училище МВД. Площадь деревни составила 4465 десятин.
В 1913 году в деревне была построена церковь, кроме жителей Нижних Чём, её также посещали жители Огурцова.
В конце 1940-х годов в деревню приехали строители будущей Новосибирской ГЭС, её было решено построить в районе Нижних Чём.

## Известные жители
- Василий Архипович Бердышев —  участник Великой Отечественной войны, Герой Советского Союза.